# رستم (فیلم ۲۰۱۶)
رستم (به هندی: Rustom) فیلمی محصول سال ۲۰۱۶ و به کارگردانی نیراج پاندی است. در این فیلم بازیگرانی همچون آکشی کومار، ایلیانا دی‌کروز، ایشا گوپتا، آرجان باجوا، پاوان مالهوترا، اوشا نادکارانی ایفای نقش کرده‌اند.